# 대한민국 국가정보원
국가정보원(國家情報院, 영어: National Intelligence Service, NIS) 또는 단순히 국정원(國情院)은 국외 정보 및 북한의 보안정보의 수집·작성 및 배포, 국가 기밀에 속하는 문서·자재·시설 및 지역에 대한 보안 업무, 정보 및 보안 업무의 기획·조정의 직무를 수행하는 대한민국의 대통령 직속 정보기관이다. 1961년 창설된 중앙정보부가 뿌리이며 1999년 1월 21일 국가안전기획부를 개편하여 발족하였다. 서울특별시 서초구 내곡동에 위치하고 있으며, 원장은 장관급 정무직 공무원으로, 차장은 차관급 정무직 공무원으로 보한다. 
국가정보원의 조직, 소재지, 직원 수 등의 정보는 기밀사항에 해당되므로 공개되지 않는다. 다만, 예산은 국회 정보위원회를 통해, 본부 소재지는 언론을 통해 동 단위까지 공개되어 있다. 공개되는 조직이 있기도 하다.

## 위상
대한민국에서 국가정보원은 대한민국 정보 관련 부처 중 최고 위상과 권위를 가지는 기관이다. 미 CIA를 벤치마킹하고 FBI의 기능까지 일부 추가한 것이라고만 착각하기 쉬운데, 거기에 컨트롤타워인 미국 국가정보장실의 권한까지 겸비한 것이다. 이렇게 된 것에는 과거 군부정권 시절 군 정보기관(특히 보안사)와 국정원의 전신인 중정-안기부가 집요하게 충돌한 역사와 관련 있다. 원래부터 명목상 최고 정보기관이긴 했지만 문민정부 출범 이후 군부 견제 차원에서 이 서열을 다시는 넘보지도 못 할 정도로 확실히 정해버리게 되었고, 국가정보원을 독립된 정부부처가 아닌 대통령 직속으로 편입해 모든 정보기관의 머리 위에 서게 만든다. 심지어 국가 대테러 센터의 중심 기관 역할까지 겸임하고 있는 상황이다.

## 역사
1961년 5월 20일 창설된 중앙정보부가 1980년 12월 31일자로 국가안전기획부로 확대·개편되어 발족하였다. 그러나 기존의 중앙정보부보다 대공, 대북, 방첩업무와 정보수집 업무가 보다 강화되었다. 1967년의 대통령 선거 이후 중앙정보부가 학생운동권, 친북한세력 외에 반(反) 유신세력 및 재야시민단체, 여성주의, 해방신학, 통일운동 등 반정부 또는 체제 비판 세력을 적발, 단속하는 과정에서 인권 유린 문제와 도감청, 여론 조작 문제가 집중 부각, 대국민 이미지가 나빠지자 한때 중앙정보부장 서리를 역임했던 전두환은 부서 장악도 할 겸 1980년 12월 22일 중앙정보부를 국가안전기획부로 개편하고 일부 기능을 조정하였다. 1999년 1월 21일 국가안전기획부를 국가정보원으로 개편하였다.

## 소관 사무
- 국외 정보 및 북한의 보안정보의 수집·작성 및 배포
- 국가 기밀에 속하는 문서·자재·시설 및 지역에 대한 보안 업무[5]
- 국가정보원 직원의 직무와 관련된 범죄에 대한 수사
- 정보 및 보안 업무의 기획·조정

## 연혁
- 1960년 11월 11일: 군사 쿠테타 첩보를 입수한 장면이 정보, 첩보, 수사 업무를 전담하는 기관 중앙정보위(中央情報委[6])를 설치[7]
- 1961년 3월 2일: 정보기관으로 시국정화단을 설치
- 1961년 6월 10일: 국가재건최고회의 소속으로 중앙정보부를 신설.[8]
- 1962년 5월: 소속기관으로 중앙정보학교를 설치.
- 1963년 12월 17일: 대통령 직속기관으로 개편.[9]
- 1981년 1월 1일: 국가안전기획부로 개편.[10]
- 1999년 1월 21일: 국가정보원으로 개편.[11]
- 2004년 2월: 소속기관으로 국가사이버안전센터를 신설.
- 2005년 4월: 소속기관으로 테러정보통합센터를 신설.[12]

## 개요

### 조직
정보기관의 자세한 조직체계는 기밀사항이지만 언론에 공개되는 조직이 있는데, 장관급인 원장과 차관급인 차장 3인과 기획조정실장 등이다. 그 외에 차장보와 감찰실(또는 감사실)장도 대외에 공개된다.
주요 도(道)와 시(市)에 지부가 설치되어 있다. 대부분의 지부장과 본부의 국장은 1급 또는 2급 공무원이다.
직원은 공개 요원(백색 요원)과 비공개 요원(흑색 요원)으로 구분된다. 일부 언론 또는 대외에 공개되는 직원은 단장급 이상이다. 실장은 1급이고 부실장과 국장은 1급, 단장과 심의관 및 부국장은 2급, 부단장은 3급, 과장과 팀장은 3~4급으로 보통 임명된다. 그러나 예하 시도지부는 급지에 따라서 지부장이 1급 또는 2급으로 임명되기 때문에 예하 기관의 국장, 부국장, 단장, 부단장, 과장 등은 급지에 따라 1계급 아래의 인사로 보직되기도 한다. 정보관과 정보원은 일부 공개요원 외에 대부분 비공개다.
언론에 알려진 1급 실국장급 조직은 해외조사실(1국), 국제정책실, 국정원장 비서실, 전략실, 국익전략실(7국), 국익정보국(8국), 대공정책실, 해외공작국, 대외협력보좌관실, 대북전략국 등이 있다. 7국은 국내정보분석, 8국은 국내정보수집을 맡았는데, 문재인 정부에서 7국과 8국을 부서폐지했다. 국 아래에 2급 단장이 여럿 있다.

### 규모
국가정보원의 규모는 비공개이다. 2005년에는 예산 규모가 일부 공개됐는데, 국가정보원 이름의 예산과 다른 부서 항목으로 숨겨놓은 예산이 있었다. 당시 국가정보원 이름으로 된 예산은 7000억 원, 다른 부서 예산에 숨겨둔 은닉예산은 2000억 원이었다.
원장, 차장, 실장 등 공개된 직위에 있는 직원의 월급도 비공개이다. 이에 따라 1990년대 이후 국가정보원 현직자 혹은 국가정보원 퇴직자를 상대로 이혼소송을 낸 일부 여성은 남편을 상대로 재산분할, 월급공개, 위자료 등의 소송을 제기했다가 패소한 사례가 존재한다.

### 원훈
| 사용 기간              | 사용 조직      | 원훈                                               | 제정 주체        |
| ---------------------- | -------------- | -------------------------------------------------- | ---------------- |
| 1961년 9월~1981년      | 중앙정보부     | 우리는 음지에서 일하고 양지를 지향한다             | 국가재건최고회의 |
| 1981년~1998년 12월     | 국가안전기획부 | 우리는 음지에서 일하고 양지를 지향한다             | 국가재건최고회의 |
| 1998년~1999년          | 국가안전기획부 | 정보는 국력이다                                    | 김대중 정부      |
| 1999년 1월~2008년 10월 | 국가정보원     | 정보는 국력이다                                    | 김대중 정부      |
| 2008년 10월~2016년 6월 | 국가정보원     | 자유와 진리를 향한 무명의 헌신                     | 이명박 정부      |
| 2016년 6월~2021년 6월  | 국가정보원     | 소리 없는 헌신, 오직 대한민국 수호와 영광을 위하여 | 박근혜 정부      |
| 2021년 6월~2022년 6월  | 국가정보원     | 국가와 국민을 위한 한없는 충성과 헌신              | 문재인 정부      |
| 2022년 6월~2025년 7월  | 국가정보원     | 우리는 음지에서 일하고 양지를 지향한다             | 윤석열 정부      |
| 2025년 7월~            | 국가정보원     | 정보는 국력이다                                    | 이재명 정부      |

## 재정
국회에서 예산안을 가지고 심사하기는 하지만 세부적으로 이루어 지지는 못한다. 또한 다른 부처와는 다르게 세부 사용내역은 국가기밀로, 일반에 공개되지 않는다. 또한 "비밀활동비"라는 명목으로 다른 부처에 숨겨놓은 예산이 존재하는 것으로 알려져 있다.

## 국정원 과거사건 진실규명을 통한 발전위원회
2007년 10월 24일, 국가정보원 과거사건 진실규명을 통한 발전위원회는 3년간의 조사를 거쳐 국가정보원이 관련된 과거 의혹 사건에 대한 진실을 조사하여 보고서를 발표하였다. 주요 조사대상이었던 7대 의혹사건은 아래와 같다.
- 부일장학회 헌납 및 경향신문 매각 사건 진실규명
- 인민혁명당 사건 및 민청학련 사건 진실규명
- 동백림 사건 진실규명
- 김대중 납치 사건 진실규명
- 김형욱 납치 암살 사건 진실규명
- KAL 858기 폭파사건 진실규명
- 남한조선노동당 사건 진실규명

## 논란과 의혹 및 비판

### 중앙정보위와의 연계성
제2공화국 때의 정보 기관인 중앙정보위원회 등과의 연계성에 대해서는 논란의 여지가 있다. 1961년 봄부터 장면 총리는 십여 차례나 쿠데타 기도 정보를 보고 받거나 입수했다. 그래서 겨우 1961년 3월이 되어서야 또다른 정보기관인 시국 정화 운동 본부라는 직속 정보 기관이 설치 되었지만 별다른 역할은 못했다. 정보위와 시국정화단은 1961년 5월 20일 통폐합되어 중앙정보부로 발족된다.
그러나 관련이 없다는 반론도 있다. 김종필은 중앙정보부를 창설하면서 중앙정보연구위 조직을 인수하거나 참고하지 않았다고 반박했다. “(이후락이) 정보 경험이 있는 사람이라고 (장면 총리가) 옆에 놓고 있었지만 제대로 된 정보기능이 아니라 사적인 활동 수준이었다 ”는 것이다.

### 국가정보원 불법 도청 사건
1998년부터 2002년까지 야당 정치인과 민간인을 대상으로 도감청한 사건을 말한다. 2002년 10월 당시 한나라당 국회의원 정형근에 의해 폭로되었으며, 3년간의 수사 결과 2005년 8월 도감청이 사실로 확인되었다.

### 인사 문란 사태
2003년 3월 11일, 당시 국가정보원 ㅈ 기획조정실장과 ㄱ 총무국장이 점심 식사를 위해 서울 내곡동 국가정보원 청사를 같이 빠져나갔는데 웬일인지 ㄱ 총무국장이 벌겋게 술에 취해 들어왔다고 한다. 그런데 전북 출신의 총무국장과 강원 출신의 기획조정실장 간의 갈등 끝에 총무국장이 기획조정실장의 출입을 막는 사태가 벌어졌다.
ㄱ 국장은 대뜸 청사 경비를 책임지고 있던 ㄱ 방호과장에게 "기획조정실장 절대 들여보내지 마라. 출입 통제하라"라고 말한 뒤 차를 타고 사무실로 곧장 들어가버렸다. 총무국장은 국가정보원 살림을 책임지는 기획조정실장의 바로 아래 직급이다. 한참 뒤 저녁이 다 되어 술이 깬 총무국장은 다시 방호과장에게 기획조정실장이 돌아왔는지 여부를 물었다고 한다. 사정을 알아 보니 사태를 전해 들은 기획조정실장이 방호과장 눈을 피해 기획조정실장 차량이 아닌 다른 차량을 타고 청사로 들어왔다고 한다. 고위 간부들이 근무시간 중에 음주를 하고 서로 암투를 벌인 것은 순식간에 외부로 유출되어 화젯거리가 되었다. 이 같은 소문은 국정원 직원들 사이에도 퍼져나가 공공연한 비밀이 되었다고 한다.

### 직원 이념 공세 논란
2009년 5월 국가정보원 수사국의 윤아무개 단장(2급)은 징계를 받았다. 감찰실 직원과 점심을 먹는 자리에서 "제주 4·3 진압은 정부 쪽에서 심하게 한 측면이 있다"라고 한 말 한마디 때문이었다. 감찰실은 이 발언을 '좌파적'이라고 몰았고, 원세훈 원장은 윤 단장을 대기발령시켰다. 윤 단장은 수사국에서도 손꼽히는 베테랑이었다. 국가정보원 직원들은 "간첩 조직 수사와 관련해서는 윤 단장만한 전문가가 없었다. 수사국에서 잔뼈가 굵은 사람인데 황당한 이유로 징계를 받았다. 그 이후 국가정보원에서는 '점심때 다른 직원들하고 밥도 먹지 말아야 하냐'는 푸념이 흘러나왔다"라고 했다. 대기발령을 받은 윤 단장은 결국 국가정보원을 떠났다. 수많은 간첩 조직을 수사해온 국가정보원 고위 간부가 '좌파'로 몰려 쫓겨난 것이다. 2009년 9월 수사국에서 파트장(4급)을 맡고 있던 강 아무개 씨는 부하 직원의 보고 내용을 검토하던 중 '지난 좌파 정권 10년'이라는 문구가 마음에 걸렸다. 불법으로 세워진 정부도 아닌데 '좌파'라는 딱지를 붙이는 것은 너무 나간 것이라고 봤기 때문이다. 강씨는 "지난 정권 10년으로 문구를 바꾸자"라고 지시했다. 하지만 이 이야기를 옆에서 들은 한 직원이 강씨의 발언을 감찰실에 전했고, 그는 결국 지역 출장소로 좌천됐다.

### 국가정보원 직원 간통 사건
2009년 5월 수년간 일본 파견근무 중 한국인 여성과 간통한 모 직원의 간통 사실이 외부로 알려져 물의를 빚었다. 2009년 5월 29일 국가정보원 중간 간부인 이 아무개 씨는 징계위원회에 불려가 계급 '강등' 처분을 받았다. 그러나 이 모 직원은 반발했고 이에 원세훈 당시 원장은 해임으로 대응했다.
이 모 직원이 알고 지내던 한 여성이 '혼인빙자간음'으로 국가정보원에 민원을 넣었다. 사건은 외부로도 알려져 문제가 확산되었다. 국가정보원은 이씨가 일본에서 연수를 받던 시절 이 여성에게 인터넷 등에 이미 공개되어 있던 일본 도쿄 총련 사무실 위치 등을 말한 것에 대해서 비밀누설죄까지 덮어씌웠다. 하지만 이 모 직원은 반발했고, 이에 원세훈 원장은 '강등'이 너무 가볍다며 징계위원회 재소집을 명령했다. 결국 이씨는 10여 일 뒤 2차 징계위원회에서 해임됐다.

### 노무현 전 대통령 탄압과 여론공작
2015년 2월, 노무현 전 대통령을 수사한 대검찰청 중수부장 이인규는 2009년 노무현 대통령 수사 중 '논두렁 시계' 이야기는 국가정보원이 여론몰이를 한 것이라고 밝혀서 논란이 되었다. 이 당시 국가정보원은 검찰에 고가의 시계를 사용한 망신주기 여론 플레이를 제안하였다고 한다. 이인규는 노무현 전 대통령 일가는 고가의 시계를 논두렁에 버렸다 등의 진술을 한적이 없으며, 그러한 언론보도는 국정원 주도로 이루어진 것이라 밝혔다. 당시 국정원의 행태는 공작 수준이었다고 말하였다.
국정원은 노무현 대통령 서거 직후 국민장을 치루는 가운데 국정원은 고인을 모욕하고 조롱하는 게시물을 인터넷에 유포시키며 추모 분위기를 방해했다. 이후에도 국정원은 고인을 모욕하는 글을 지속적으로 생산, 유포시키며 노무현 전 대통령을 깍아내리는 여론 공작을 하였다.

### 비판자에 대한 인사보복 논란
원세훈 국가정보원장 재직 중 자신을 비판하는 직원에 대한 실시간 해고 조치로 논란이 되기도 했다. 2011년 9월 29일 국가정보원 5급 직원인 김 아무개는 술자리에서 원세훈 당시 원장을 폄훼하는 발언을 했다는 이유로 해임됐다. 김모 사무관은 2010년 11월 국가정보원 직원 10여 명과 함께 밥을 먹는 자리에서 술을 한잔 마시고는 다른 직원들에게 한 말이 문제가 되었다.
김 행정사무관은 "원세훈 전 원장은 이명박이 서울특별시장 할 때 똘마니 하다가 여기 와서 뭘 알겠냐"라는 말을 했다. 이때 국가정보원 내에서 '원 전 원장이 각종 비리를 저지르고 있다'는 소문이 흘러나오던 시절이었다. 김 사무관의 이명박 똘마니 발언은 직원들과 현장에서 이를 들은 개인들을 통해 외부로 확산되었다. 국가정보원은 김씨의 발언을 문제 삼아 상관을 모욕했다며 징계위원회를 열어 해임 처분을 했다.

### 인도네시아 특사단 숙소 침입 사건
2011년 2월 16일 인도네시아 특사단이 T-50 고등훈련기 등의 구입 협상을 위해 서울의 한 호텔에 묵던 중 숙소에 괴한이 침입한 사건이다. 당시 남자 2명과 여자 1명이 특사단의 숙소의 침입하여 노트북을 만지고 있는 것을 특사단 일원이 발견하고 서울남대문경찰서에 신고하였다. 그러나 괴한들은 조선일보의 보도로 국가정보원 직원이었음이 드러났다. 이 사건으로 대한민국과 인도네시아 간의 외교문제로 비화 및 T-50 수출 결렬 등의 우려가 나왔으며 국가정보원의 정보수집능력 부족 논란이 일었으나 인도네시아가 대한민국의 T-50을 우선협상대상자로 선정하면서 사태는 진정되었다.

### 민간인 불법 사찰 의혹
민간인을 사찰했다는 의혹이 있다. 박원순 변호사는 2009년 6월 위클리경향 인터뷰에서 "국가정보원이 시민단체와 관계를 맺는 기업 임원까지 전부 조사해 시민단체가 재정적 어려움을 겪고 있다"며 불법사찰 가능성을 제기했다. 이에 국가정보원은 "박 변호사가 허위 사실을 말해 명예를 훼손했다"며 2억원을 배상하라는 소송을 내기도 하였다. 이후 국가정보원이 특정 민간인에 대한 불법 사찰에 대한 의혹이 터져나오면서 논란거리가 되었다.
2013년에는 국가정보원이 광주광역시 지역의 대안학교 교직원을 사찰한 사실이 드러났다. 국가정보원은 수사 목적이라고 주장하고 있다.

### 국가정보원 대선 개입 사건
대한민국 제18대 대통령 선거에서 인터넷 여론 조작을 통해 18대 대선에 불법으로 개입하였다는 의혹을 받았다. 현재 여러 사이트에 대한 여론 조작이 확인되고 이를 원세훈 국가정보원장이 지시한 사실과 정치 개입목적의 여론 조작 지시와 여론 조작 활동을 한 사실이 확인되었고 원세훈 원장은 공직선거법 위반과 국가정보원법 위반으로 기소되었다.

#### 내부고발자 징계
2013년 2월에는 공익 목적으로 여직원 이하 직원들의 선거부정을 폭로한 국가정보원 김모 국장 등 3명의 직원을 파면하여 논란의 여지가 있다. 국가정보원에서는 내부고발자로 지목된 인사들을 파면조치하였다. 국가정보원이 여직원의 선거개입 의혹을 제기한 내부고발자 직원 3명은 2월 20일 여직원 대선개입을 제보했다는 이유로 파면당하였다. 이에 경제정의실천시민연합은 2월 20일 논평을 내고 내부고발자로 지목된 인사들이 공익제보자라고 주장하며 "스스로 정권의 하수인이었음을 드러내는 처사로 비판 받아 마땅하다"고 주장했다. 경실련은 이날 논평을 통해 "국가정보원의 명예와 신뢰를 실추시킨 직원을 비호하고, 공익신고자보호법 제7조 '공직자의 공익신고 의무' 조항에 의해 공익침해행위에 대한 신고의무를 충실히 이행한 내부공익제보자들을 파면한 것은 동법 제15조 '불이익조치 등의 금지' 조항을 위반한 명백한 위법행위"라고 주장하였다.
국가정보원은 A씨와 B씨를 직무상 취득한 비밀 누설죄, 정치 관여 금지죄 등의 혐의로 검찰에 고발하였으며, B씨를 파면했다. 또한, 민주통합당은 '국가정보원법 등 위반' 혐의로 국정원 직원과 동조하여 글을 단 이 모 씨를 고발함에 따라 이 모 씨는 참고인 신분에서 피의자로 신분이 전환되었다. 야당과 시민단체는 공익 제보자를 해고한 행위를 비판하였다.
2013년 2월 20일, 민주통합당은 국가정보원이 대선에 개입했다고 제보한 직원을 파면한 것을 밝혀내고 이에 항의하였다. 국가정보원은 '2012년 총선 예비후보였던 국가정보원 전 직원 A씨가 현직 직원 B씨와 공모해 대북 심리전 부서의 조직과 편제, 인원, 담당 업무 등의 정보를 수집했고 이어 김 모 씨를 미행해 개인 거주지를 확인한 뒤 민주통합당에 제보했다'라고 밝혔다. 한편 파면된 B씨는 자신은 A씨에게 정보를 준 적이 없다며 소청심사를 신청하였다.
심지어 국정원 조직의 비리를 외부에 제보한 것이 아니라 국정원 예산을 횡령한 다른 직원을 국정원 내부에 제보했음에도 징계를 당한 경우도 있다.

### 국민 대상 정치 개입 교육 활동
국가정보원은 원세훈이 젊은층 우군화 심리전을 지시한 이후 안보 관련 신고자들을 초청해 안보교육 활동을 했다. 국가정보원은 대선 개입 논란이 제기된 후에도 2013년 5월 24일 국가정보원이 일베 회원을 초청하여 안보강연을 강행했다. 2013년 10월 30일에는, 국정원이 한국외식업중앙회 전북지회에 압력을 넣어 전북지역의 식당 운영자들에 대한 위생교육에 탈북여성이 강사로 나서 진보진영을 비판하는 교육을 강제로 받게한 사실이 드러났다.

### 국가 1급 기밀 공개와 2007년 남북 정상 회담 대화록 논란
2012년과 2013년에 불거진 2007년 남북정상회담 대화록 논란에 대해 국가정보원이 2013년 6월 20일 새누리당 소속 국회 정보위원회 위원들에게 열람시킨 행위, 6월 24일 국가정보원은 회의록 전문을 국회 정보위원에게 제공한 행위에 대해 논란이 있다. 한편 새누리당 측에 2012년 대선 이전 국가 기밀상태에서 대화록을 유출했을 가능성도 제기되었다. 발췌문과 대화록 전문은 2013년 6월 말에 공개되었다. 문건을 확인한 결과 발췌본은 원문과 다르게 노무현 대통령이 자신을 낮추고 김정일 국방위원장에게 높임말을 사용한 것으로 되어있어 고의적인 왜곡 가능성이 제기되었다.
한편 국가정보원이 작성한 대화록은 2008년 1월에 작성된 것인데, 당시 김만복 국가정보원장은 자신의 지시에 따라 작성된 것이 아니라고 밝혔다.

### 국가기록물 이관 거부
국가정보원의 국가기록물은 대한민국의 다른 국가기록물과 다르게 50년까지 이관하지 않을 수 있다. 이후에 이관하지 않으려면 국가기록원에 신청하여 심사를 받아야 한다. 국가정보원의 전신인 중앙정보부가 만든 기록물 중에는 50년이 경과한 기록물이 있지만 국가정보원은 국가기록원의 이관 요구도, 이관 연장 신청을 통한 심사도 거부하고 있다.

### 채동욱 전 검찰총장 관련, 정치 공작 및 개인정보 유출 의혹 논란
채동욱 전 검찰총장의 사퇴 논란과 혼외아들로 지목된 채군의 개인정보 유출과 관련해 국정원 직원, 정보관(IO)이 개입된 의혹이 있다고 밝히는 수사가 진행 중이다.

### 서울시 공무원 간첩 사건과 공문서 위조 사건
중국 정부가 2014년 2월 13일 국가정보원이 검찰을 통해 법원에 제출한 '서울시 공무원 간첩 사건' 관련 중국 공문서가 모두 위조된 것이라고 공식 확인하며 위조 경위에 대해 수사에 착수하겠다고 밝혔다. 이후 대한민국에서는 대검찰청이 감식한 결과 검찰측이 제출한 문서와 변호인단이 확보한 문서가 서로 다른 것으로 확인되었다. 대검찰청은 검찰측이 제출한 문서가 위조되었을 가능성에 방점을 두고 수사를 진행할 예정이다.
2014년 3월 5일 국정원 협조자의 4장의 유서에서 자신이 구해온 중국 측 1개의 문서(정황설명서에 대한 답변서)가 위조된 것이라고 밝히고 국정원을 원망하는 글을 남겼다. 사실상 국정원 측 증거 문서 3건 가운데 1건은 사실상 위조됐다는 것이 드러난 셈이다. 또한 유서 내용 중 국정원의 큰 개혁이 필요하다고 주장하였다. 3월 14일 검찰 수사팀은 국정원 협조자에 대해 모해증거인멸죄·사문서위조행사죄로 구속영장을 청구하였고, 3월 15일 구속영장이 발부되었다. 유씨가 받고 있는 핵심 혐의인 간첩죄와 관련해 검찰이 재판부에 주요 증거로 제출했다 위조로 판명된 것인 만큼 국보법 무고·날조죄를 적용할 수 있다는 의견이 있다.
또한 3월 9일 서울시 간첩 사건 증거조작 사건 수사에서 국정원의 독촉에 가짜 영사 확인서를 만들어 보냈다고 한다. 국정원 소속 영사는 "처음엔 확인서 작성을 거부했지만 '국가정보원 대공수사국 본부의 거듭된 지시'로 어쩔 수 없이 가짜 확인서를 만들어 보내줬다"고 진술하였다. 수사팀은 영사를 사문서위조행사죄 등의 혐의로 입건하였다. 3월 12일 국정원 대공수사국 팀장이 가짜 ‘영사확인서’를 만드는 과정에서 주도적 역할을 한 것으로 확인되어 수사 중이다.
검찰은 압수수색 과정에서 대공수사국장실은 들어가지 않은 것으로 나타났다. 검찰이 제출해달라는 서류만 제출했다고 국정원은 밝혔다.
다른 문서와 나머지 문서 2건에 대한 사건도 확대대고 있으며, 따라서 국정원, 외교부, 법무부(검찰)의 관련자에 대한 강제 수사와 대 국정조사와 특검의 목소리도 점점 커지고 있다.

### 예산 유용
2017년 8월 3일 국정원 개혁발전위원회 산하 적폐청산TF는 국정원에서 2009년 5월부터 2012년 12월까지 민간인으로 구성된 최대 30개의 사이버 외곽팀을 운영한 사실을 확인했다고 위원회에 보고하였다.
2017년 12월 7일 서울중앙지방검찰청 국정원 수사팀(팀장 박찬호 2차장)은 원세훈을 특정범죄가중처벌등에관한법률위반(국고 등 손실) 혐의로 불구속 기소하였다. 원세훈은 국가정보원장으로 재직 중이던 2010년 1월부터 2012년 12월까지 국가정보원 심리전단과 연계된 사이버 외곽팀의 온·오프라인 불법 정치 활동에 대한 활동비 명목으로 수백회에 걸쳐 국가정보원 예산 65억원 가량을 지급하였으며, 검찰은 이를 국고를 목적 외로 쓴 것이라고 보았다.
2017년 10월 31일, 검찰은 박근혜 정부 출범 이후 매년 국가정보원이 특수활동비 중 10억원을 청와대에게 건넸다는 취지의 진술을 확보하고 안봉근 전 대통령비서실 제2부속비서관과 이재만 전 대통령비서실 총무비서관을 긴급체포하였다. 또한 남재준, 이병기, 이병호 전 국정원장과 조윤선 전 정무수석, 안봉근, 이재만 전 비서관의 자택 등 10여곳을 압수수색했다. 2017년 11월 1일 서울중앙지방검찰청 특수3부(양석조 부장검사)는 안봉근과 이재만에게 특정범죄가중처벌등에관한법률위반(뇌물수수, 국고손실) 혐의로 구속영장을 청구했다. 수사 결과 이들은 2013년부터 2016년 7월 무렵까지 이헌수 전 국가정보원 기조실장 등 고위 간부들로부터 매월 1억원가량씩, 총 40억원가량의 특수활동비를 수수하였으며, 2016년 초 4·13 총선을 앞두고 청와대가 비밀리에 실시한 여론조사 비용 5억원을 국가정보원에 대납하게 한 사실이 확인되었다. 또한 안봉근은 이와 별도로 이헌수 등으로부터 1천만원 이상의 돈을 별도로 받은 것이 파악되었다. 2017년 11월 2일 국회 정보위원회의 국정감사에서 서훈 국가정보원장은 이재만, 안봉근에게 전달된 돈은 특수활동비 중 특수공작사업비라고 밝혔다. 2017년 11월 3일 권순호 서울중앙지방법원 영장전담 부장판사는 "죄를 범했다고 의심할 만한 상당한 이유가 있고 증거인멸의 염려가 있다."며 안봉근과 이재만의 구속영장을 발부했다.
2018년 1월 3일 검찰은 최경환 전 의원을 대상으로 2014년 7월부터 2016년 1월까지 경제부총리 겸 기획재정부 장관으로 재직할 당시 국가정보원으로부터 특별활동비 1억원을 받은 혐의로 구속 영장을 발부하였다.
2018년 1월 14일 서울중앙지방검찰청 특수2부(송경호 부장검사)는 김백준 전 대통령실 총무기획관에게 특정범죄가중처벌등에관한법률위반(뇌물수수, 국고손실) 혐의로, 김진모 전 대통령실 민정2비서관에게 특정범죄가중처벌등에관한법률위반(뇌물수수), 업무상횡령 혐의로 사전 구속영장을 청구했다. 2018년 2월 4일 서울중앙지방검찰청 특수2부는 김진모를 구속기소했다. 김진모는 국가정보원으로부터 특수활동비 5천만원을 받아 장석명 전 대통령실 공직기강비서관, 류충열 전 국무총리실 공직복무관리관 등을 거쳐 장진수 전 국무총리실 공직윤리지원관실 주무관에게 전달한 사실이 확인되었다. 2월 5일에는 김백준을 구속기소했다. 검찰 수사 결과 김백준은 2008년 5월 경 부하 직원을 보내 청와대 근처 주차장에서 국가정보원 예산 담당관으로부터 현금 2억원이 든 여행용 캐리어 가방을 받는 등 4억원의 불법 자금을 수수한 사실이 확인되었다.

### 비판
- 북한에 관한 정보 수집력과 더불어 그 정보를 유용하게 쓸 수 있는 융통성이 약하다.[69]
- 민간인에 대한 사찰, 탈북자 조사과정 등에서 인권침해 논란이 있다.[70][71]
- 대북휴민트가 붕괴되었다는 논란이 제기되고 있다.[72][73]

## 신고 서비스
국가정보원의 간첩, 테러, 산업스파이 신고번호는 국번 없이 111이다. 111 번호는 2002년 11월 첫 도입되어 2003년부터 상용화되었다. 2002년 12월까지 국가정보원은 각 분야별로 신고 센터를 따로 운영해왔으며 신고 번호는 02-2273-1113이었다.

## 수사
과거에는 비판 및 반정부 운동 탄압을 위해 악용된 경우들 또한 많았다. 그리고 요원들이 교도소에서 비전향장기수 등 좌익 재소자라고 취급하고 사상 전향 공작을 이끌기도 했다. 4대 의혹 사건, 민족주의비교연구회 사건, 인민혁명당 사건, 동백림 사건, 유럽 간첩단 조작 사건, 김대중 납치 사건 김대중 내란음모 조작 사건 코리아게이트 등 많이 있었으며 강제로 잡혀 들어가서 다시 나오기 힘들며 속칭 남산에서 왔다고 했다. 얼마나 사람들을 험하게 다뤘던지 고문을 받은 사람 중에는 꿈에서까지 나올 정도였다고 한다. 지방에는 폐공장 등으로 위장한 분실들이 있어서 시시한 피의자들은 주로 거기서 처리했다. 연행된 이들은 입고 있던 평상복을 벗고 국방색 민무늬 전투복을 입은 채 수사를 받았으며, 특히 간첩사건으로 취급 당해도 본인뿐 아니라 일가 친척까지 불고지죄로 잡혀가 무수한 곤욕을 치렀다. 수사관들은 고문으로 인한 상흔을 숨기기 위해 생고기 등으로 멍을 뺐다고 한다. 전기고문과 짬뽕국물을 콧구멍에 넣거나 무릎 꿇어 앉도록 해서 잠을 못자게 하거나 물고문할때 고춧가루를 물에 넣거나 박달나무로 두들겨 패고 그외에도 일제시대보다 더 한 고문을 했다.

## 관련 작품
- 영화 《다찌마와 LEE》 2000

## 같이 보기
- 국가정보원장
- 국가정보원 차장
- 국가정보원 기획조정실장
- 국가사이버안전센터
- 국가정보대학원
- 보안분실
- 안풍 사건